# Maciej Łasicki
Maciej Piotr Łasicki (ur. 12 października 1965 w Gdańsku) – polski wioślarz, szlakowy (kapitan) reprezentacyjnej czwórki ze sternikiem, olimpijczyk (Barcelona 1992).

## Kariera sportowa
Reprezentant gdańskich klubów: Stoczniowca (1981–1983) i AZS-AWF (1983–1998). Brązowy medalista Igrzysk Olimpijskich w Barcelonie (1992), trzykrotny medalista mistrzostw świata, 12-krotny mistrz Polski w latach 1985–1995.
Odznaczony m.in. brązowym Medalem „Za Wybitne Osiągnięcia Sportowe.
Żonaty (Jadwiga, też wiosłowała), ma dwóch synów: Michała (1990) i Pawła (1992). Mieszka w Gdańsku.

## Osiągnięcia

### Igrzyska olimpijskie
- Barcelona 1992 – 3. miejsce w kategorii czwórki ze sternikiem

### Mistrzostwa świata
- 1991 – 3. miejsce w kategorii czwórki ze sternikiem
- 1993 – 2. miejsce w kategorii czwórki bez sternika
- 1995 – 3. miejsce w kategorii czwórki bez sternika